# Крюков, Виктор Григорьевич
Виктор Григорьевич Крюков (род. 14 января 1948 года Садгора — 24 июля 2020, Луганск) — советский и украинский историк и арабист, доктор исторических наук (2010), один из немногих в советское время историков исследователей арабских источников.

## Биография
Родился в Черновицкой области, окончил ворошиловградский педагогический университет в 1978 году, где работал с 1982 года. Стал специалистом с историографии
В 1987 году защитил кандидатскую диссертацию: Сведения арабских географов конца IX — первой половины X века о странах и народах Западной, Центральной и Юго-Восточной Европы
В 2010 году защитил докторскую диссертацию
С 1989 года заведующий кафедрой всеобщий истории, исследовал взаимосвязи Восточной Европы с арабским халифатом, подготовил свода сообщений арабских писменных источников добы раннего средневековья
С 2013 года на пенсии, жил в городе Луганск

## Личная жизнь
Был женат, жена Олександра, дочь Ольга, внук Роман

## Работы
- Арабські писемні джерела ІХ-Х століть як інформаційні чинники розвитку українського сходознавства в системі європейської орієнталістики // СС. 2006. № 4;
- Донецько-приазовські степи у повідомленнях стародавніх й ранніх середньовічних писемних джерел // Донец. археол. сб. Д., 2006. № 12;
- дентифікація топонімів та гідронімів «Книги картини Землі» ал-Хварізмі з реальними географічними об’єктами України // Вісн. Львів. університету. Сер. філол. 2008. Вип. 45;
- Ал-Хуварізмі про «Сарматію — землю бурджанів» та сусідні з нею країни. Лг., 2009.